# Insulinoom
Een insulinoom is een neuro-endocriene tumor die uitgaat van de insulineproducerende bètacellen in het pancreas. De bètacellen liggen in de eilandjes van Langerhans. Deze insulineproducerende tumor gedraagt zich autonoom; hij onttrekt zich aan de regelingsmechanismen rondom de glucosespiegel in het bloed. Hierdoor wordt er meer insuline afgescheiden dan vaak nodig is waardoor een hypoglykemie kan ontstaan. Met medicijnen zijn de klachten enigszins te beïnvloeden maar de definitieve oplossing is de chirurgische verwijdering van de tumor.